# Neoscelio rubidus
Neoscelio rubidus är en stekelart som beskrevs av Alan Parkhurst Dodd 1926. Neoscelio rubidus ingår i släktet Neoscelio och familjen Scelionidae. Inga underarter finns listade i Catalogue of Life.